# Koenigia islandica
Koenigia islandica L. – gatunek rośliny z rodziny rdestowatych (Polygonaceae Juss.). Występuje naturalnie w strefie subarktycznej i alpejskiej głównie półkuli północnej. Ponieważ występuje także na południowych krańcach Ameryki Południowej należy do nielicznych gatunków bipolarnych (spotykanych w strefie okołobiegunowej obu półkul) i jest jednym z bardzo nielicznych na tych obszarach gatunków jednorocznych. 

## Rozmieszczenie geograficzne
Rośnie naturalnie w strefie subarktycznej i alpejskiej, głównie półkuli północnej – na półkuli południowej występuje tylko w południowych częściach Chile i Argentyny. Spotykany jest w Stanach Zjednoczonych, Kanadzie, na Grenlandii, Islandii, Półwyspie Fennoskandzkim, Syberii, w  Chinach, Nepalu oraz północnych Indiach. W Stanach Zjednoczonych rośnie na Alasce, w Montanie, Utah, Kolorado oraz Wyoming. 

## Morfologia

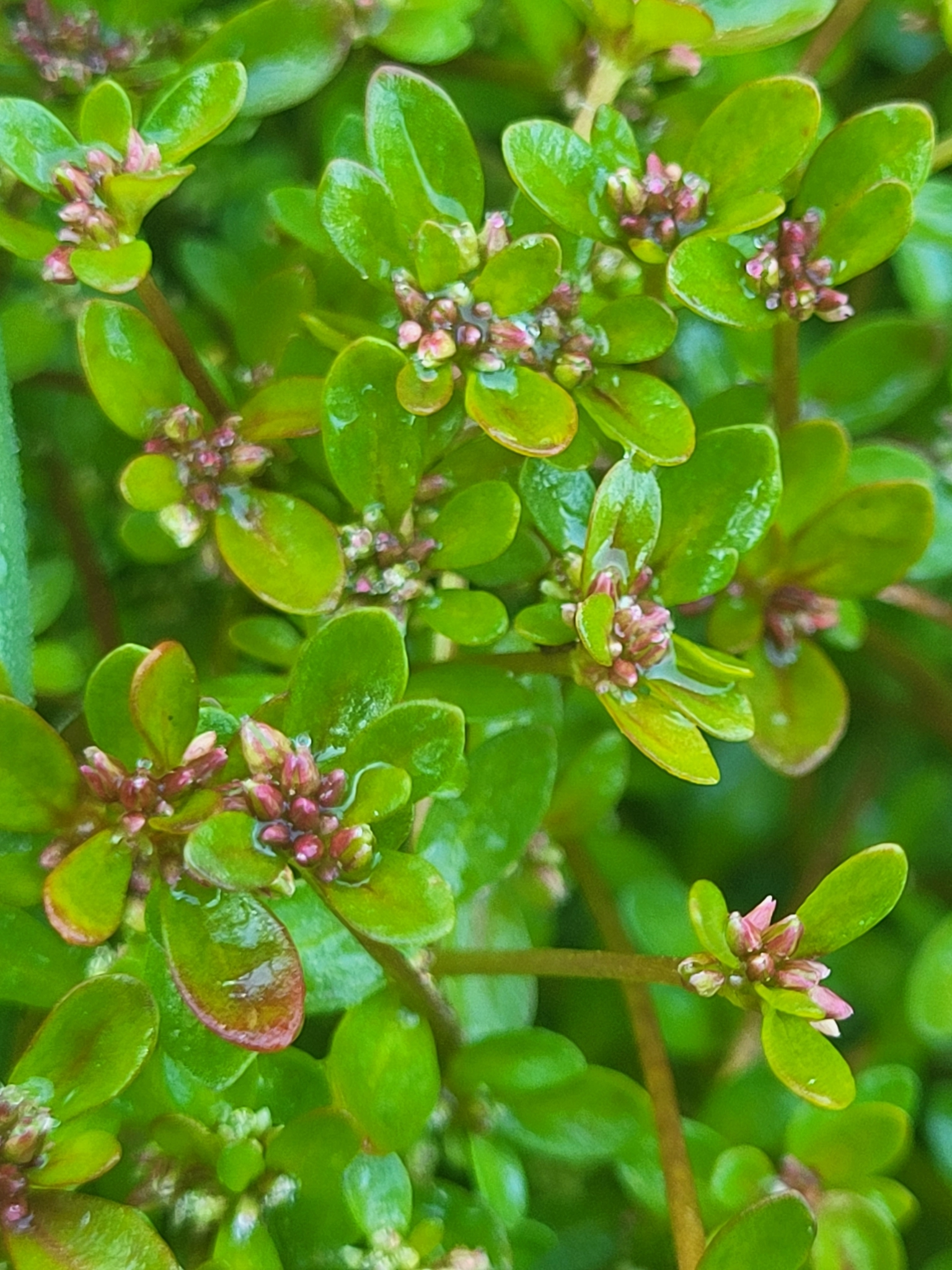
Pokrój

PokrójRoślina jednoroczna dorastająca do 1–8 cm wysokości.
LiścieUlistnienie jest niemal naprzeciwległe. Blaszka liściowa ma kształt od owalnego do owalnie sercowatego, ma zaokrągloną nasadę i wierzchołek ostry do tępego. Mierzy 1–7 mm długości oraz 1–5 mm szerokości. Ogonek liściowy jest nagi i osiąga 2–10 mm długości. Gatka ma lejkowaty kształt i dorasta do 1–2 mm długości.
KwiatyZebrane są w pęczki na szczytach pędów. Mają 5 listków okwiatu o kształcie od owalnego do eliptycznego i białej barwie, o długości 2 mm. Mają 3 wolne pręciki i 5 prątniczków.
OwoceTrójboczne niełupki osiągające 1–2 mm długości.
Gatunki podobneRoślina jest podobna do małych okazów wierzbownicy błotnej (Epilobium palustre), która jednak charakteryzuje się liśćmi z bardziej widocznym żyłkami, a kwiaty mają zalążnię o równowąskim kształcie.

## Biologia i ekologia
Rośnie na wilgotnych terenach skalistych. Występuje na wysokości do 5000 m n.p.m. Kwitnie od czerwca do sierpnia.